# Joseph Needham
Noel Joseph Terence Montgomery Needham, CH, mais conhecido como Joseph Needham (Londres, 9 de dezembro de 1900 — Cambridge, 24 de março de 1995) foi um embriologista, historiador de ciências, bioquímico e sinologista inglês. 
Ficou famoso por seu trabalho sobre ciência, tecnologia e medicina tradicional chinesa, sua obra mais famosa foi a série Science and Civilisation in China de 1956, um estudo sobre a evolução da ciência chinesa. 

## Vida
Nascido em uma família britânica de classe média e tradicionalmente intelectual, era filho de uma musicista clássica e compositora com um médico de Harley Street, especialista em trabalhos sobre religião e filosofia.
Estudou medicina e bioquímica na Universidade de Cambridge, onde combinou esses conhecimentos com filosofia, religião e humanística. Doutorou-se em 1924 e tornou-se fellow do Caius College, instituição a que permaneceu vinculado quase toda a vida, exceto pelos anos em Paris e na China. Fez uma pesquisa em bioquímica no laboratório do professor F.G. Hopkins, que resultou na publicação Chemical Embryology, em 1931; em três volumes, esta obra tratou da história da embriologia, suas primeira contribuição para a história da ciência.
Também ensinou no Dunn Institute em 1924-1966 e esteve na China em 1936 com dois colegas do Hopkins' laboratory, estudando a ciência tradicional chinesa. Foi Master de Gonville and Caius College em 1966-1976 e diretor do Needham Research Institute de 1976-1990. Também publicou um trabalho pioneiro History of Embryology em 1934. Faleceu em Cambridge, com mais de 94 anos.

## Obras
Entre suas obras se destacam:
- Science, Religion and Reality (1927);
- A History of Embriology (1934);
- Biochemistry and Morphogenesis (1942);
- Chinese Science (1946);
- The Shorter Science and Civilisation in China (5 volumes) (1980-95) - Edição resumida de Colin Ronan;
- Celestial lancets, a history & rationale of acupuncture & moxa c/ Lu Gwei-Djen (1980);
- Science and Civilization in China, sua obra mais famosa, dividida em 15 volumes, iniciada en 1954.

### Ciência e civilização da China
A coleção Ciência e Civilização na China (Science and Civilisation in China) foi realizado por Joseph Needham e uma equipe internacional de colaboradores, publicada pela Cambridge University Press em sete volumes. A partir do volume 4, cada volume é dividido em volumes menores. O projeto teve continuidade sob a orientação do Conselho de Publicações do Instituto de Pesquisa Needham (Needham Research Institute), presidido por Christopher Cullen. Alguns capítulos podem ser lidos no Google Books:
- Needham, Joseph; Wang, Ling Science and civilisation in China: History of scientific thought V. II Google Books Jan 2011
- Needham, Joseph; Kuhn, Dieter. Science and civilisation in China: Chemistry and chemical, Volume 5,Part 9 Google Books Jan 2011
- Needham, Joseph; Gwei-Djen, Lu. Science and civilisation in China: Biology and biological technology. Botany, Volume 6, Part 1 Google Books Jan 2011
- Hsing-Tsung Huang. Science & Civilizations in China Science and civilisation in China: Biology and biological technology, Volume 6, Part 5 Google Books Jan 2011
- Needham, Joseph; Sivin Nathan; Gwei-Djen, Lu.. Science and Civilisation in China: Volume 6, Biology and Biological Technology, Part 6, Medicine: Medicine Pt. 6 UK, Cambridge University Press, 2000